# Кристијан Костов
Кристијан Константинов Костов (рус. Кристиа́н Константи́нов Ко́стов, буг. Кристиан Константинов Костов; Москва, 15. март 2000) је руски и бугарски певач. Био је финалиста прве сезоне руског музичког такмичења Голос. Дети и другопласирани у четвртој сезони бугарске верзије музичког шоуа X Factor. Представљао је Бугарску на Песми Евровизије 2017. у Кијеву, где је завршио други, са освојених 615 поена.

## Биографија
Кристијан Костов се родио 15. марта 2000. у Москви. Његова мајка, Заура, је казашког, а отац Константин, бугарског порекла. Кристијан се од раног детињства интересовао за музику те су родитељи одлучили да га пошаљу у дечји вокални ансамбл Њипасед. Кристијан ће након учешћа на Песми Евровизије 2017. и завршене средње школе наставити студије на Музичком колеџу Беркли у Бостону.

## Музичка каријера
Године 2006. након што је прошао аудицију, постаје члан дечје групе Њипасед и од тада започиње његово музичко образовање. Исте године је, заједно са руском певачицом Јулијом Началовом одржао бројне концерте на различитим локацијама у Москви. Заједно са групом Њипасед одржао је турнеју по Русији и иностранству, где су учествовали на бројним фестивалима. Године 2009. својим наступом су отворили Песму Евровизије у Москви.
Године 2011, освојио је Гран при на дечјем међународном такмичењу Sound Kids. Наредне године је представљао Бугарску на дечјем фестивалу Нови талас, где је заузео 7. место. У октобру исте године, учествовао је у дечјем телевизијском музичком пројекту Школа музыки, где је наступио са бројним познатим певачима, као што је Батихан Шукенов. Ту је заузео треће место.
Године 2014, учествовао је у првој сезони дечјег музичког такмичења Голос. Дети, где се пласирао у финале. Ментор му је током такмичења био руски певач Дима Билан. Године 2015. учествовао је у бугарској верзији X Factorа, где је заузео друго место у финалу.
Године 2016. склопио је уговор са дискографском кућом Virginia Records. 7. октобра 2016. издао је песму Не си за мен(Ниси за мене), која је постала хит на бугарским радио станицама. 13. јануара 2017. издата је енглеска верзија песме под називом You Got Me Girl.
Дана 13. марта 2017, званично је објављено да ће Кристијан представљати Бугарску на Песми Евровизије 2017. у Кијеву. Жребом је одлучено да ће наступити у другом полуфиналу где ће се представити са песмом Beautiful Mess. Он је уједно и најмлађи учесник овогодишњег такмичења. У финалу је заузео друго место, освојивши укупно 615 поена.

## Дискографија
- Ready to Fly (2015)[14]
- Слушай дождь (2015)[15]
- Не си за мен (2016)[16]
- Вдигам Level (2016)[17]
- You Got Me Girl (2017)[18]
- Beautiful Mess (2017)[19]
- The One - I Need You (2018)
- Burning Bridges (2018)